# Filipowo (Radomyśl)
Filipowo – leśniczówka w Polsce położona na Pojezierzu Leszczyńskim, w województwie wielkopolskim, w powiecie leszczyńskim, w gminie Wijewo.
W 1921 roku stacjonowała tu placówka 17 batalionu celnego. W latach 1975–1998 miejscowość administracyjnie należała do województwa leszczyńskiego.
Zobacz też: Filipów